# Abraxas xantha
Abraxas xantha là một loài bướm đêm trong họ Geometridae. Loài này được tìm thấy ở các khu vực ôn đới, bao gồm châu Âu, châu Á và Bắc Mỹ. Bướm này thường có màu nâu và có các họa tiết đặc trưng trên cánh. Sâu bướm thường ăn các loài cây lá mà chủ yếu là cây thuộc họ Rosaceae.